# جام طلا
کوپا د اورو یا جام طلا (به انگلیسی: Gold Cup؛ به پرتغالی: Copa Ouro)، یا جام طلایی نیکلاس لئوز Copa de Oro) Nicolás Leoz)، یک رقابت جام برندگان فوتبال بود که در ۳ نوبت توسط آخرین برندگان تمام رقابت‌های قاره‌ای CONMEBOL به رقابت پرداختند. اینها شامل قهرمانان کوپا لیبرتادورس، سوپرکاپ سودامریکانا، کوپا CONMEBOL، سوپرکوپا مسترز و کوپا مستر د کونمبول بودند. قهرمانان رکوپا سودامریکانا شرکت نکردند. جام یکی از بسیاری از مسابقات باشگاهی قاره ای است که توسط کونمبول سازماندهی شده‌است. اولین مسابقه در سال ۱۹۹۳ با حضور ۴ قهرمان اصلی قاره در فصل قبل برگزار شد، در حالی که مسابقه دوم در سال ۱۹۹۵ دو قهرمان قاره ای از بازی خودداری کردند و تنها دو شرکت کننده برای بازی باقی ماندند. در دوره نهایی در سال ۱۹۹۶، همه قهرمانان قاره دعوت به بازی را پذیرفتند. بوکا جونیورز، کروزیرو و فلامنگو تنها برندگان این تورنمنت هر کدام با یک عنوان قهرمانی بودند. برزیل با دو برد موفق‌ترین کشور این رقابت‌ها شد.

## تاریخچه
نسخه ۱۹۹۳ توسط اتلتیکو مینیرو (برندگان کوپا CONMEBOL 1992)، بوکا جونیورز (برنده مسابقات سوپرکاپ مسترز ۱۹۹۲)، کروزیرو (برنده سوپرکاپ سودامریکانا ۱۹۹۲) و لیبرتائوپائولسائو (۱۹۹۹۲ کوپائولو) در سال ۱۹۹۲ برگزار شد. در نیمه نهایی، بوکا جونیورز با نتیجه ۱–۰ تیم سائوپائولوی تله سانتانا را شکست داد. نسل طلایی پائولیستاها در بازی برگشت دوز مصرفی را برمی‌گرداند و سریال به وقت اضافه می‌رود. سرجیو دانیل مارتینز با تساوی ۱–۱ در مجموع، با زدن اولین گل طلایی تاریخ در رقابت‌های آمریکای جنوبی، تاریخ ساز شد. در فینال، بوکا جونیورز با تساوی ۰–۰ در مینیرائو اتلتیکو مینیرو را شکست داد و ۱–۰ در بوئنوس آیرس پیروز شد، با گل کارلوس مک آلیستر، تا اولین برنده تاریخ این رقابت‌ها باشد. در سال ۹۴، این مسابقات به دلیل رسوایی سال گذشته برگزار نشد.
در سال ۱۹۹۵، قهرمان کوپا لیبرتادورس ۱۹۹۴، ولز سارسفیلد و قهرمان سوپرکاپ سودامریکنا در سال ۱۹۹۴، ایندیپندینته از بازی کردن خودداری کردند. این تنها باعث شد که کوپا CONMEBOL 1994 و Supercopa Masters 1995 قهرمان مسابقات شوند. کروزیرو مقابل سائوپائولو قرار گرفت. در بازی رفت در بلو هوریزونته، سائوپائولو قبل از اینکه بازی در دقیقه ۴۷ متوقف شود، به دلیل اخراج چهار بازیکن کروزیرو در نیمه اول (آنها از تمام تعویض‌ها استفاده کرده بودند) و یک بازیکن مصدوم فقط بازی را ترک کرد، سائوپائولو ۰–۱ پیروز شد. شش در زمینه برای Reposa؛ طبق مقررات حداقل تعداد بازیکنان در هر تیم هفت نفر است. با این حال، کروزیرو از بازی برگشت و ۰–۱ در مورومبی پیروز شد تا در نهایت در ضربات پنالتی جام را به دست آورد. به دلیل درگیری‌های برنامه‌ریزی، این فصل به عنوان بخشی از سوپرکوپا سودامریکانا، به ویژه مرحله یک چهارم نهایی برگزار شد.
کوپا د اورو ۱۹۹۶ به‌طور کامل در شهر مانائوس و نسخه نهایی برگزار شد. این چهار تیم قهرمان کوپا لیبرتادورس ۱۹۹۵، کوپا CONMEBOL 1995 و کوپا مسترز CONMEBOL در سال ۱۹۹۶ علاوه بر نایب قهرمانی سوپرکاپ سودامریکانا در سال ۱۹۹۵ بودند که قهرمان سال ۱۹۹۵ ایندیپندینته از بازی کردن خودداری کرد. در مرحله نیمه نهایی، فلامینگو با نتیجه ۲–۱ روزاریو سنترال و سائوپائولو را ۳–۱ شکست داد و قهرمان مسابقات شد.

## فینال‌ها
| سال  | کشور                      | قهرمان                    | نایب قهرمان               | کشور                      | بازی نخست                 | محل برگزاری بازی نخست     | بازی دوم                  | محل برگزاری بازی دوم      | منبع                      |
| ---- | ------------------------- | ------------------------- | ------------------------- | ------------------------- | ------------------------- | ------------------------- | ------------------------- | ------------------------- | ------------------------- |
| ۱۹۹۳ | آرژانتین                  | بوکا جونیورز              | اتلتیکو مینیرو            | برزیل                     | ۰–۰                       | مینیرائو                  | ۱–۰                       | لا بومبونرا               | [ ۳ ]                     |
| ۱۹۹۴ | (هیچ مسابقه‌ای برگزار نشد) | (هیچ مسابقه‌ای برگزار نشد) | (هیچ مسابقه‌ای برگزار نشد) | (هیچ مسابقه‌ای برگزار نشد) | (هیچ مسابقه‌ای برگزار نشد) | (هیچ مسابقه‌ای برگزار نشد) | (هیچ مسابقه‌ای برگزار نشد) | (هیچ مسابقه‌ای برگزار نشد) | (هیچ مسابقه‌ای برگزار نشد) |
| ۱۹۹۵ | برزیل                     | کروزیرو                   | سائو پائولو               | برزیل                     | ۰–۱                       | مینیرائو                  | ۱–۰ (۴–۱ پنالتی)          | پاکائمبو                  | [ ۱ ] [ ۴ ] [ ۵ ]         |
| ۱۹۹۶ | برزیل                     | فلامنگو                   | سائو پائولو               | برزیل                     | ۳–۱                       | ویوالدائو                 | –                         | –                         | [ ۲ ]                     |

## اجراها

### توسط باشگاه
| تیم            | قهرمان | نایب قهرمان | سال‌های قهرمانی | سال‌های نایب قهرمانی |
| -------------- | ------ | ----------- | -------------- | ------------------- |
| بوکا جونیورز   | ۱      | ۰           | ۱۹۹۳           |                     |
| کروزیرو        | ۱      | ۰           | ۱۹۹۵           |                     |
| فلامنگو        | ۱      | ۰           | ۱۹۹۶           |                     |
| سائو پائولو    | ۰      | ۲           |                | ۱۹۹۵، ۱۹۹۶          |
| اتلتیکو مینیرو | ۰      | ۱           |                | ۱۹۹۳                |

### توسط ملیت
| کشور     | قهرمان | نایب قهرمان | باشگاه‌های قهرمان         | نایب قهرمان                        |
| -------- | ------ | ----------- | ------------------------ | ---------------------------------- |
| برزیل    | ۲      | ۳           | کروزیرو (۱)، فلامنگو (۱) | سائوپائولو (۲)، اتلتیکو مینیرو (۱) |
| آرژانتین | ۱      | ۰           | بوکا جونیورز (۱)         |                                    |